# Flakkorps z.b.V.
Flakkorps z.b.V. foi uma unidade de defesa antiaérea da Luftwaffe que prestou serviço durante a Segunda Guerra Mundial. A sua área de operações situava-se no Norte da Alemanha.

## Comandante
- General August Schmidt, 2 de Abril de 1945 - 8 de Maio de 1945[1]